# Orge des rats
Hordeum murinum
Espèce
Classification phylogénétique
Hordeum murinum, l’Orge sauvage est une espèce de plantes monocotylédones  de la famille des Poaceae, sous-famille des Pooideae, originaire des régions tempérées de l'Ancien Monde.
Cette plante herbacée, cespiteuse, annuelle, à racines fibreuses, à tige pouvant atteindre 40 à 50 cm de hauteur est très commune dans les régions tempérées. Ses épillets se caractérisent par de nombreuses arêtes ou barbes pouvant atteindre 5 cm de long. Glumes et lemmes sont aristées (garnies d’arêtes).
Noms vernaculairesOrge des rats, orge des souris, orge queue-de-rat, orge queue-de-souris, orge des lièvres,.

## Nomenclature et étymologie
L’espèce a été décrite et nommée Hordeum murinum par Linné en 1753 dans Species Plantarum 1 :85.
Le nom de genre Hordeum est un mot latin désignant diverses espèces d’orge, comme Hordeum distichum L. (Columelle 2,9, Pline 18,78) ou Hordeum hexastichum L. Columelle 2, 9; Pline, 18, 78).
L’épithète spécifique murinum est emprunté au latin mūrīnus, a, um (mus), « de rat, de souris ».
Paradoxalement, les termes latins utilisés par l’encyclopédiste romain Pline (Ier siècle) qui peuvent s’interpréter comme l’Orge sauvage (Hordeum murinum), sont aristis et holcus.

## Description

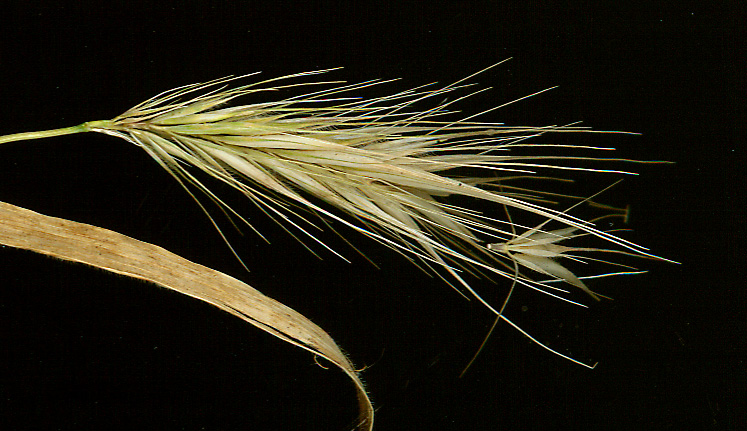
Inflorescence montrant la désarticulation d'une triade d'épillets, à droite.

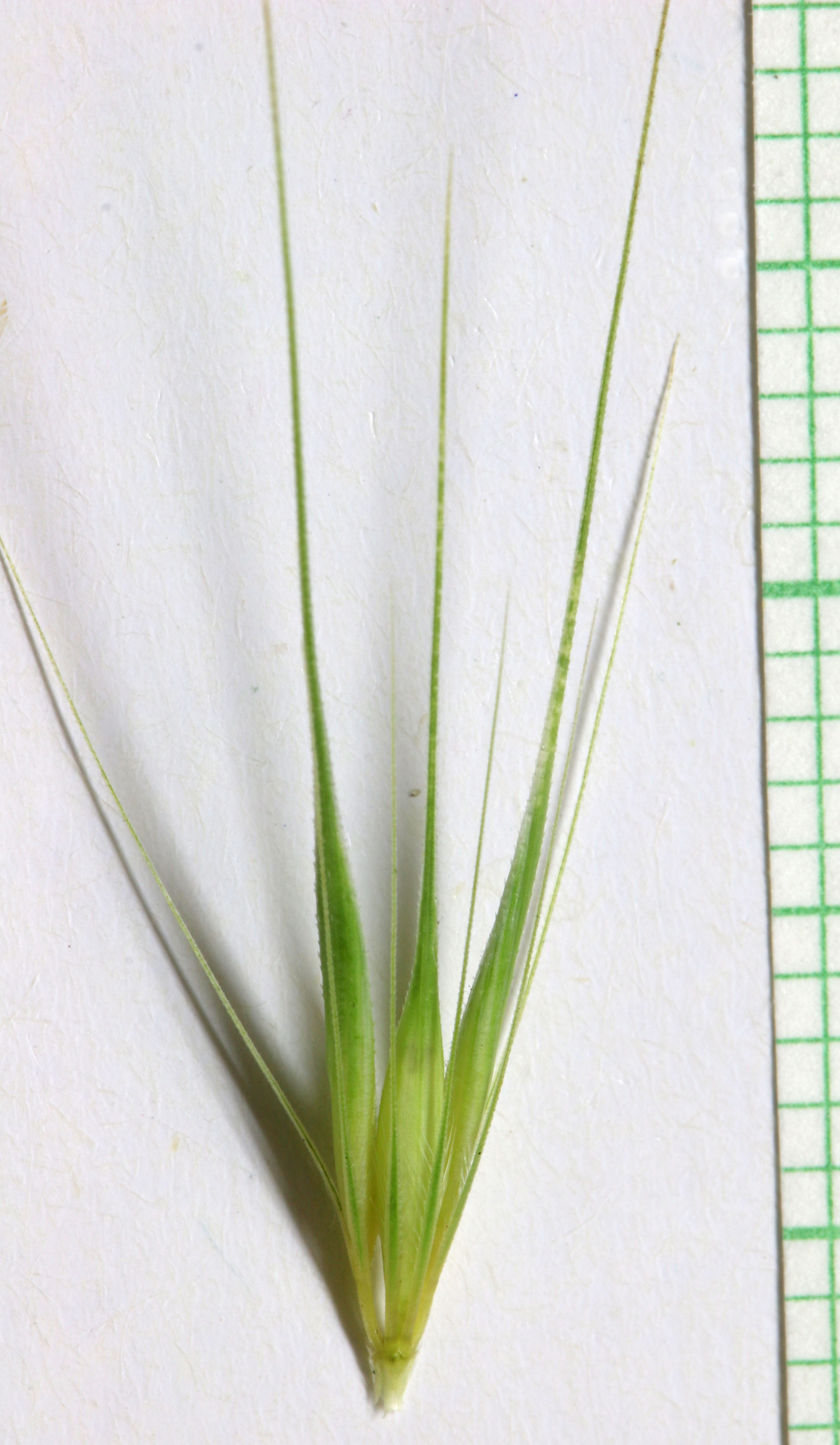
Triade d'épillets, au centre un épillet fertile sessile, entouré de deux épillets stériles pédicellés

Hordeum murinum est une plante herbacée annuelle, cespiteuse, velue. Les tiges (chaumes) genouillées ascendantes, feuillées jusqu'au sommet font de 6 à 60 cm de long, et comprennent de 3 à 5 nœuds. Les feuilles ont un limbe effilé de 2 à 20 cm de long sur 2 à 8 mm de large. La ligule est une membrane ciliée de 0,5 à 1 mm de long. La gaine foliaire porte des auricules falciformes.
L'inflorescence est un racème, ou épi, de 4 à 12 cm de long, portant des épillets groupés par triades, chaque triade comprenant au centre un épillet fertile sessile, entouré de deux épillets stériles pédicellés.
Les épillets stériles, bien développés, sont aussi longs que les épillets fertiles, et sont sous-tendus par des glumes subulées, de 16 à 30 mm de long. Ils comptent une lemme de 7 à 11 mm de long portant une arête de 10 à 40 mm de long.
Les épillets fertiles, lancéolés, comprimés dorsalement, de 7 à 12 mm de long, comprennent un fleuron fertile sans extension du rachillet. Ils sont sous-tendus par deux glumes similaires, subulées. La glume supérieure atteint 25 à 30 mm de long. Les fleurons fertiles sont protégés par une lemme lancéolée, coriace, présentant 5 nervures latérales et un apex acuminé muni d'une arête de 18 à 50 mm de long. Ils comptent 3 anthères de 0,7 à 1,2 mm de long et un ovaire pubescent à l'apex.
Le fruit est un caryopse ellipsoïde au péricarpe adhérent, pileux à l'apex et sillonné du côté du hile. L'embryon a une longueur égale à 20 % de celle du caryopse ; le hile, linéaire, est aussi long que le caryopse.
À maturité, lors de la désarticulation, la diaspore (ou semence) est constituée par une triade d'épillets qui se détachent ensemble.

## Biologie

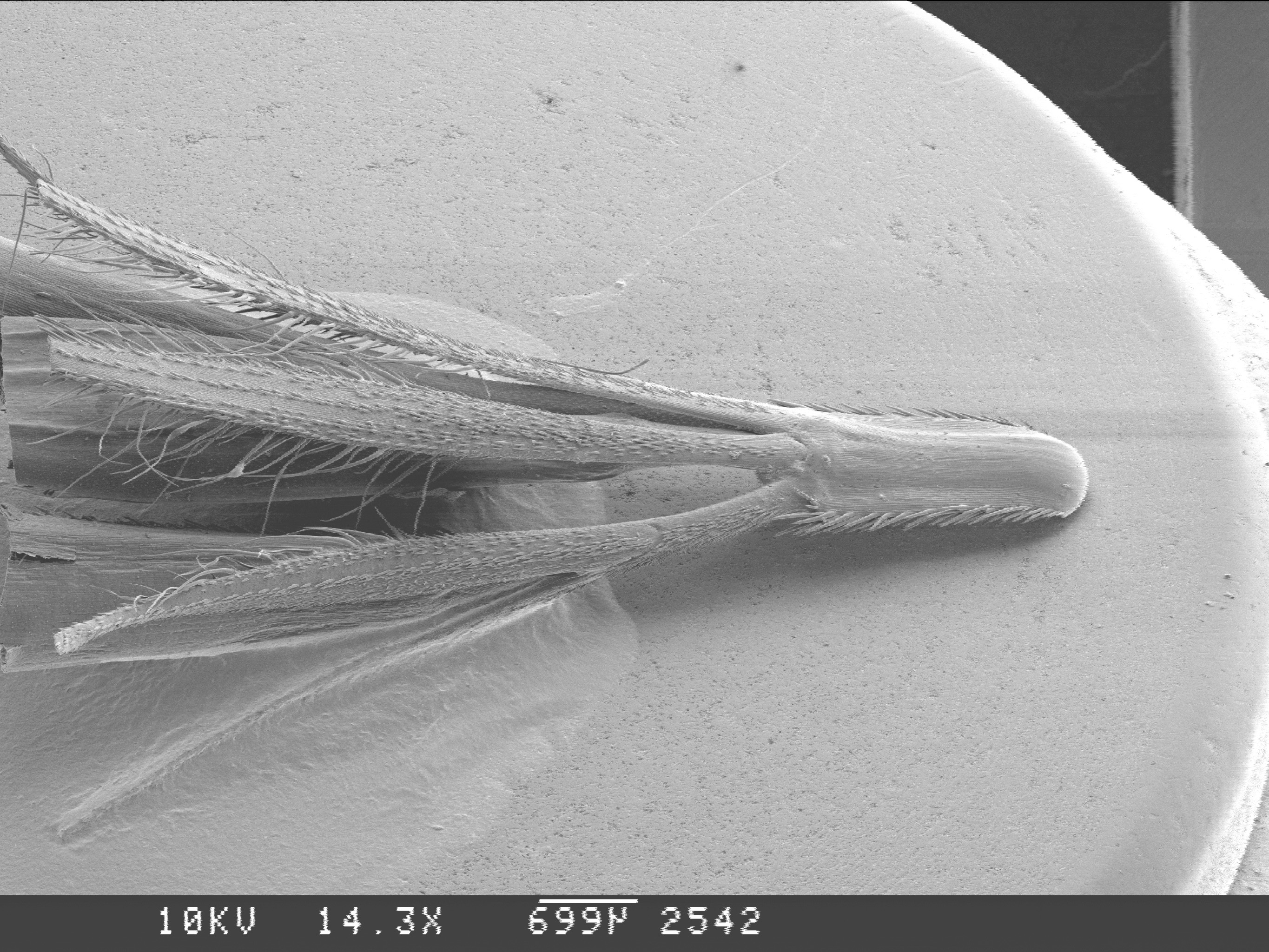
Triade d’épillets désarticulés (en microphotographie)

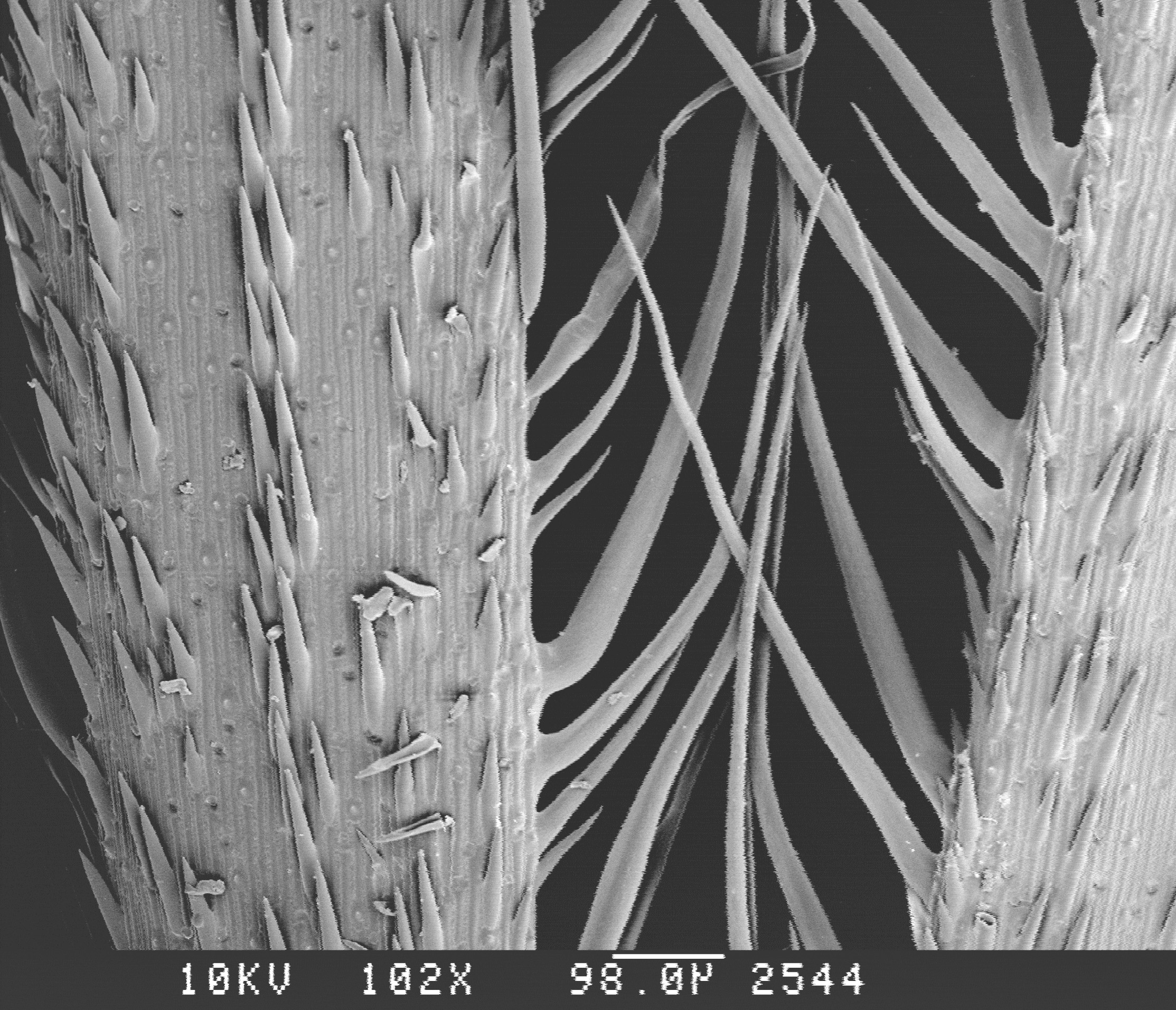
Micro-barbillons rétro-orientés vus par photomicrographie électronique à balayage

Floraison : de mai à août (dans l'hémisphère nord)
[Voir la section  « Danger de l'épillet » de l'article consacré à l'épillet en général] : 
l'épillet de l'orge des rats ou « espigaou » (du provençal), surtout lorsqu'il est sec et durci, présente un risque sanitaire, particulièrement en médecine vétérinaire. En effet, ses micro-barbillons sont anti-rétrogrades : l’inclinaison vers l'arrière et la rigidité des soies de l'inflorescence empêche l'épillet de glisser en arrière. 
C'est pourquoi on l'appelle dans certaines régions un « voyageur » car il vole au vent, certes, mais aussi parce qu'il a tendance lorsqu'il s'accroche à un vêtement à “cheminer” tout seul au gré des mouvements de la personne qui porte le vêtement (surtout lorsque ce dernier est en laine). En provençal, on le nomme aussi pour cela monta sole, monta diable ou trauca-sac (troue sac). 
L'orge des rats, très commune, disperse donc de nombreux épillets qui se révèlent aussi dangereux pour les animaux domestiques : ils peuvent pénétrer dans l'une des structures corporelles de l'animal, notamment les oreilles ou les naseaux, ou créer une perforation de la peau, pénétrant parfois jusque dans les vaisseaux sanguins, dans les voies respiratoires profondes ; ils peuvent alors causer des lésions parfois fatales,.

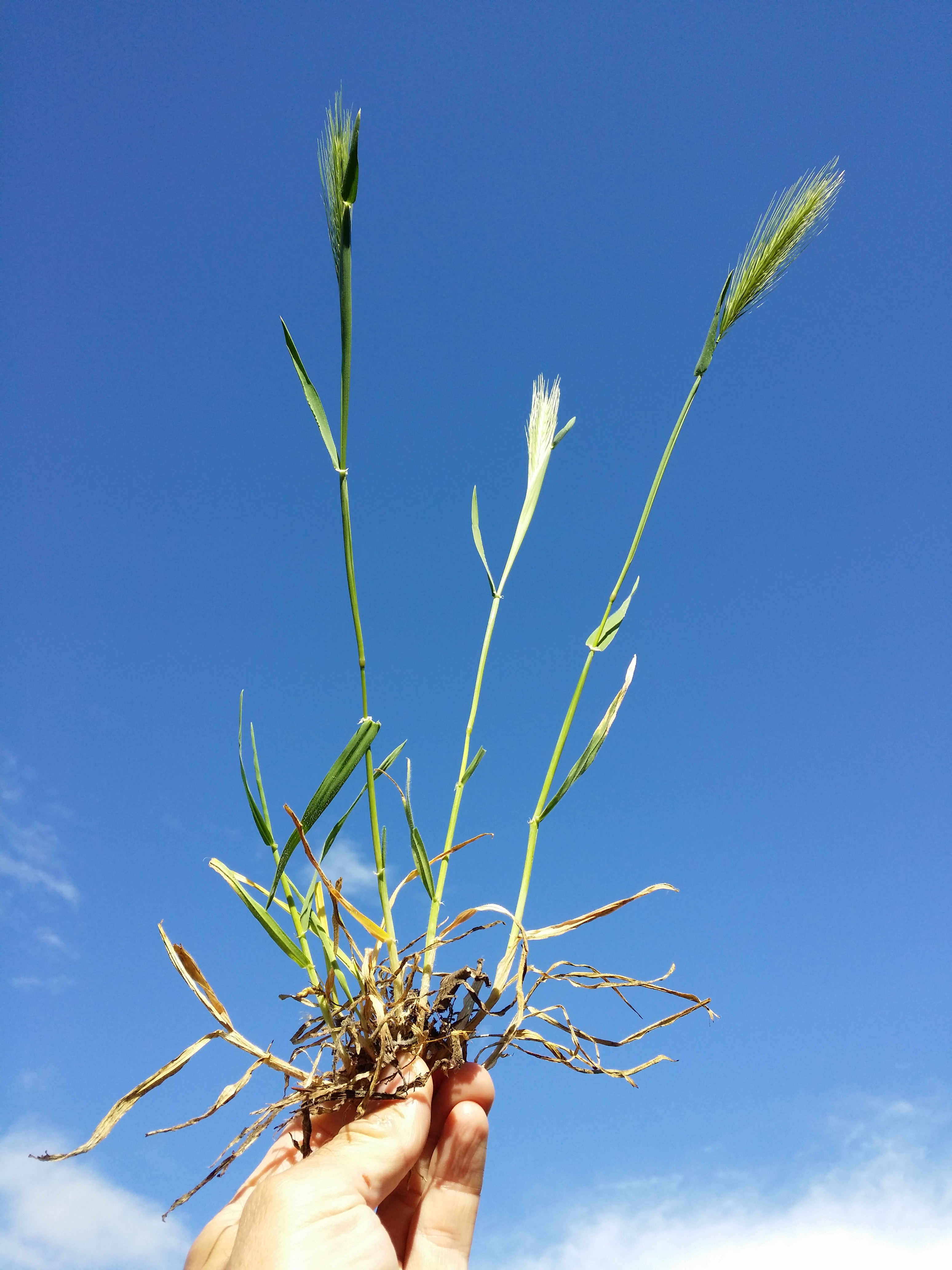
Hordeum murinum
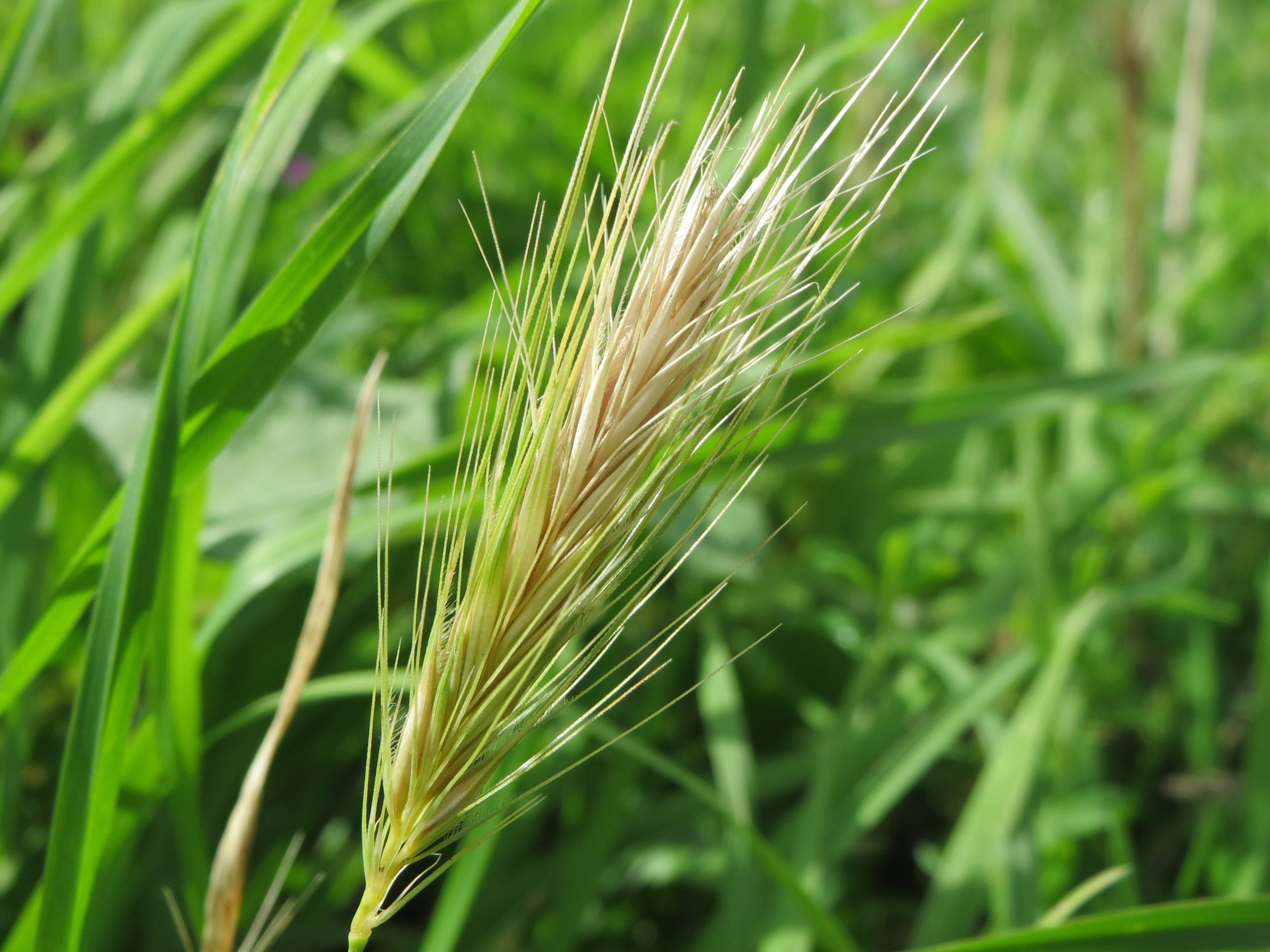
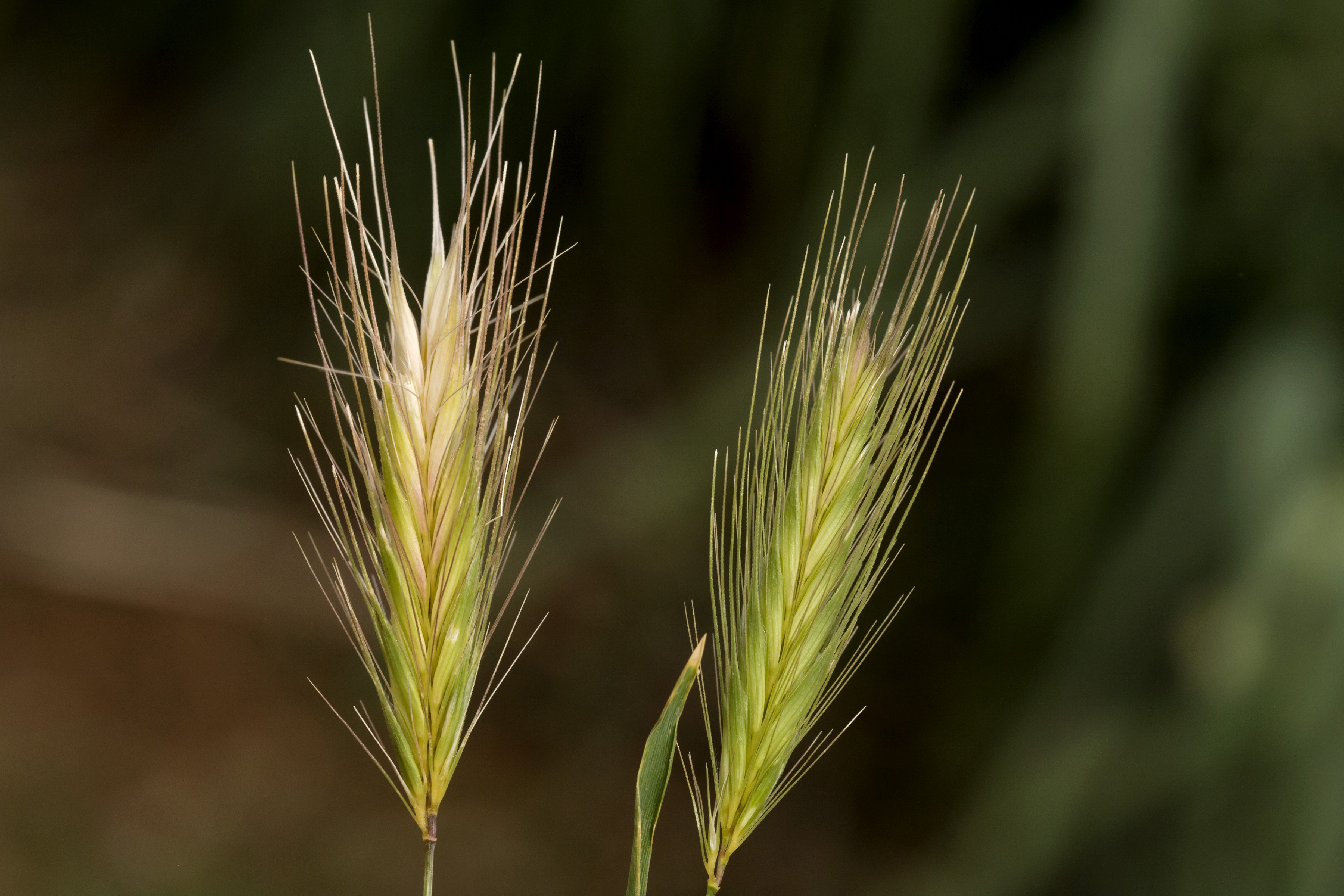
Épi
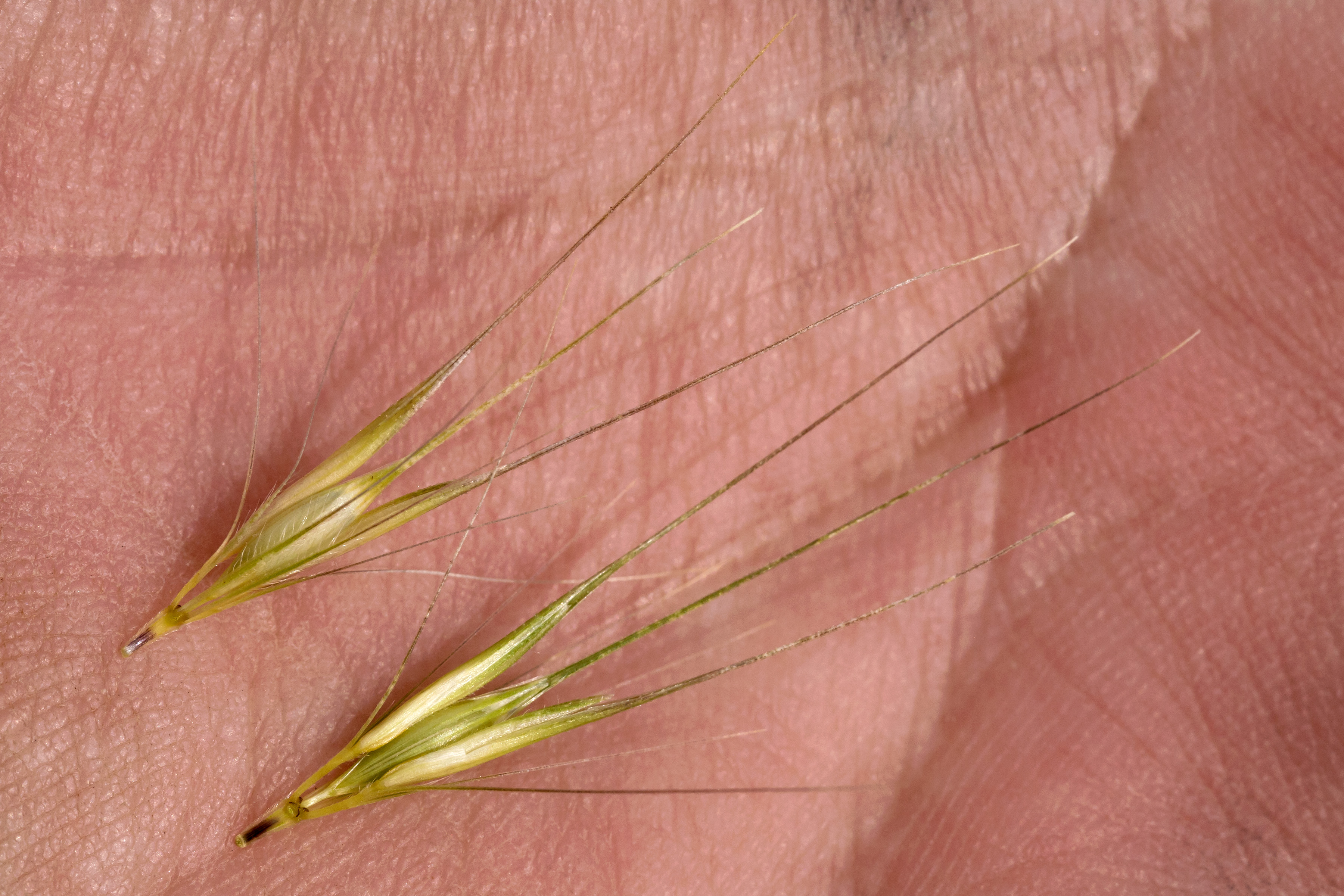
Triade d’épillets

## Distribution
L'aire de répartition originelle de Hordeum murinum s'étend dans l'Ancien Monde :
- en Afrique : Macaronésie (Açores, Madère, Îles Canaries), et  Afrique du Nord : Algérie, Égypte, Libye, Maroc, Tunisie),
- en Asie tempérée : Arménie, Azerbaïdjan, Géorgie,  Daghestan, Ciscaucasie, Kazakhstan, Turkménistan, Ouzbékistan, Afghanistan, Chypre, Égypte (Sinaï), Iran, Irak, Israël, Jordanie, Liban, Syrie, Turquie,
- en Asie tropicale : Sous-continent indien (Inde et Pakistan),
- en Europe centrale et orientale :  Moldavie, Russie (Kalmoukie, Astrakhan) Ukraine, Autriche, Hongrie, Suisse, Pologne, Slovaquie et République tchèque, ainsi qu'en Europe occidentale et méridionale : Belgique, Pays-Bas, Irlande, Royaume-Uni, Albanie, Bulgarie, Croatie, Grèce, Italie, Roumanie, Serbie, Slovénie, France, Portugal, Espagne[11].

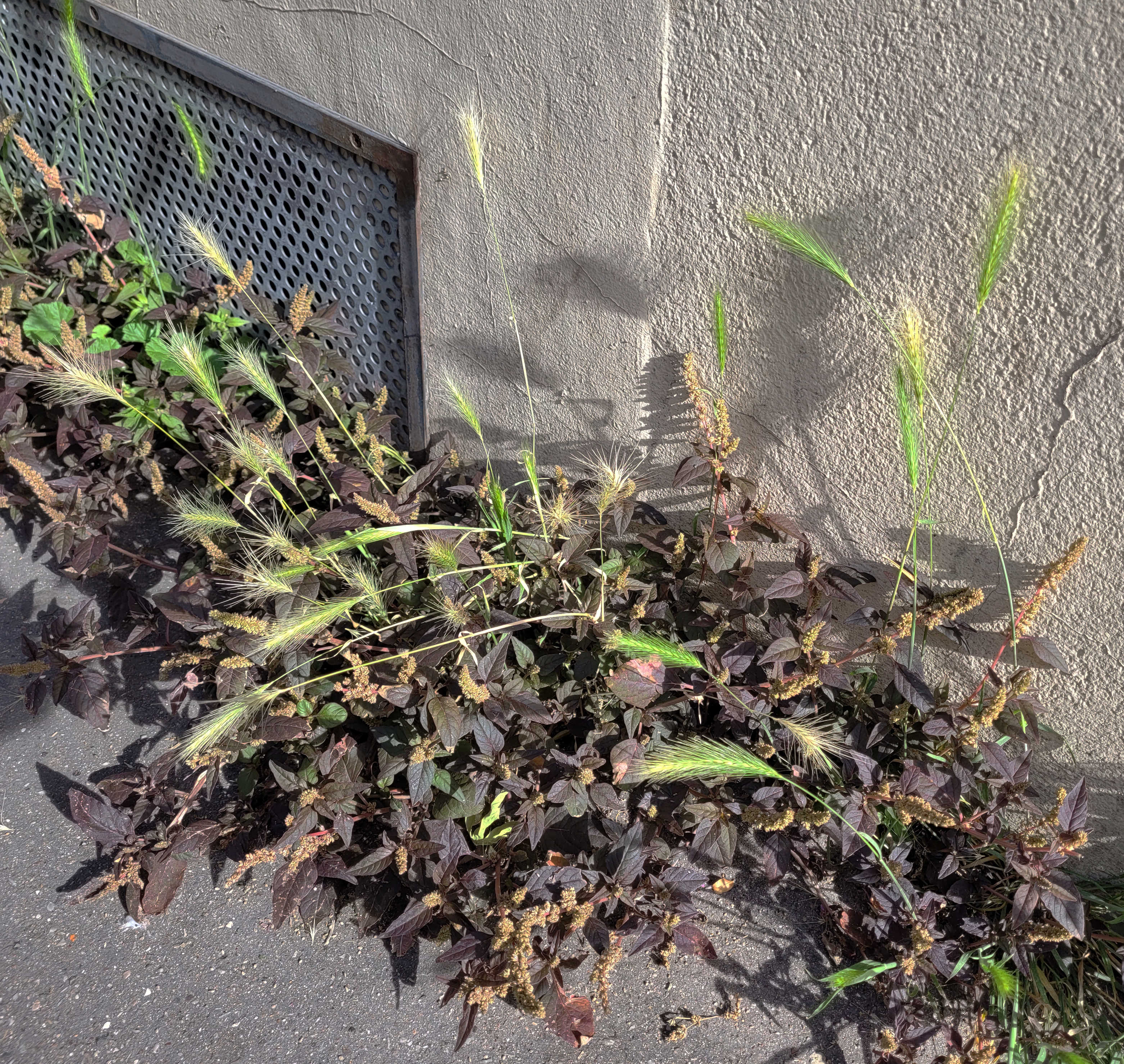
Hordeum murinum (et Amaranthus deflexus rougeâtre), rue Daubenton (Paris), au pied d'un mur

La plante s'est naturalisée dans de nombreuses régions tempérées et chaudes du monde où elle est parfois cultivée.
L’orge sauvage s’installe sur les sols enrichis de divers déchets et déjections et plus particulièrement au pied des murs, dans les friches et les lieux piétinés ou dans les pelouses un peu abritées.

## Taxinomie

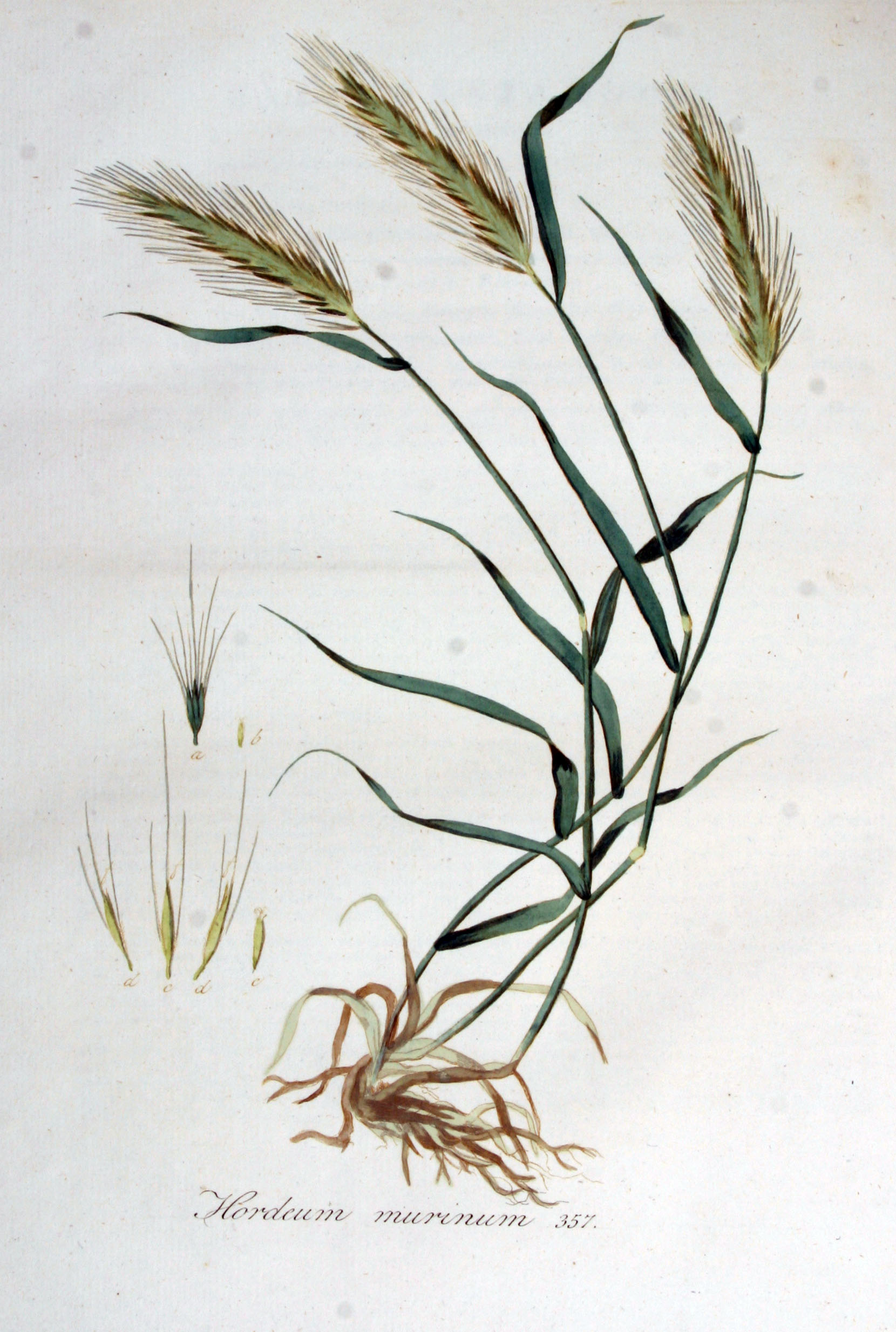
Hordeum murinum. Planche botanique
Flora batava.

On distingue chez l'orge des rats trois sous-espèces qui se différencient par leurs génomes diploïdes, tétraploïdes ou hexaploïdes :
- Hordeum murinum subsp. glaucum (Steud.) Tzvelev (2n = 2x = 14),
- Hordeum murinum subsp. murinum (2n = 4x = 28),
- Hordeum murinum subsp. leporinum (Link) Arcang. (2n = 4x = 28, 2n = 6x = 42)

Il est cependant difficile sinon impossible de distinguer ces formes par leurs caractéristiques morphologiques, si bien que certains auteurs considèrent qu'elles constituent le complexe d'espèces Hordeum murinum.

### Synonymes
Selon The Plant List (26 novembre 2017) :
- Critesion murinum (L.) Á.Löve
- Hordeum boreale Gand.
- Hordeum coleophorum Phil.
- Hordeum delphicum Gand.
- Hordeum depilatum Gand.
- Hordeum dilatatum Gand.
- Hordeum elongatum Gand.
- Hordeum flexicaule Gand.
- Hordeum hohenackeri Gand.
- Hordeum microcladum Gand.
- Hordeum neglectum Gand.
- Hordeum pseudomurinum Tapp. ex W.D.J.Koch
- Hordeum rubens Willk.
- Hordeum vaginatum K.Koch
- Triticum murale Salisb. nom. illeg.
- Zeocriton murinum (L.) P.Beauv.

### Liste des sous-espèces
Selon World Checklist of Selected Plant Families (WCSP) (17 novembre 2016) :
- sous-espèce Hordeum murinum subsp. glaucum (Steud.) Tzvelev (1971) (orge glauque)
- sous-espèce Hordeum murinum subsp. leporinum (Link) Arcang. (1882) (orge des lièvres)[16],[17].
- sous-espèce Hordeum murinum subsp. murinum (orge des rats)

## Génétique
Hordeum murinum est considérée comme une source potentielle de gènes de résistance pour l'amélioration génétique des cultivars d'orge commune  (Hordeum vulgare). Cette espèce appartient au pool génique tertiaire de l'orge cultivée, le pool primaire étant constitué par le complexe d'espèces regroupant l'orge cultivée et son ancêtre sauvage (Hordeum vulgare subsp. spontaneum), et le pool secondaire par l'espèce Hordeum bulbosum. L'orge commune et l'orge des rats étant isolées sur le plan reproductif, avec des génomes dissemblables des types I et Y respectivement, des hybrides interspécifiques ne peuvent être obtenus que par des manipulations artificielles, telles que le sauvetage d'embryons, ils seraient en tout état de cause hautement stériles.

## Utilisation

### Alimentation humaine
La tige comestible se mâchonne comme les caryopses avant qu'ils ne soient trop secs. Malgré leur petite taille, les graines sont susceptibles de fournir une farine comestible.

### Alimentation animale
L'orge des rats est commune dans les prairies dégradées. Son intérêt fourrager est très médiocre.